# 波蘭國家獨立日

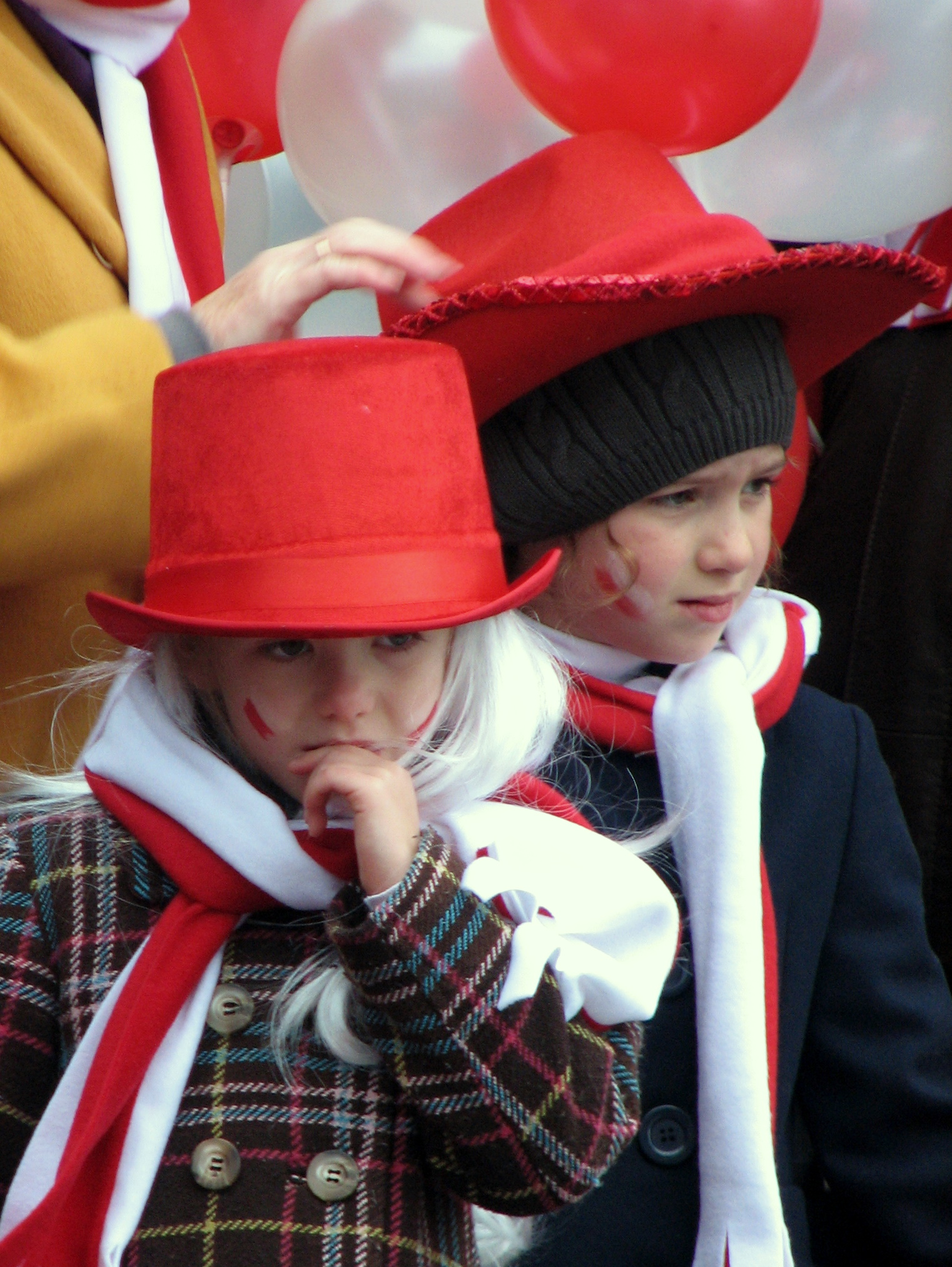
參加2010年國家獨立日慶祝活動的兒童，於格但斯克

波蘭國家獨立日（波蘭語：Narodowe Święto Niepodległości）是波蘭的國慶日，定於每年的11月11日，屬國定假日。這個節日的訂定是為慶祝遭俄羅斯帝國、普魯士王國及奧地利帝國分割的波蘭，在歷經123年之後，於第二共和時期重新奪回主權。波蘭主權的奪回是一個漸進的過程，並非一蹴而就，之所以會定在11月11日，乃是因為约瑟夫·毕苏斯基在這一天取得波蘭的掌控權。此一國定假日制定於1937年，在第二次世界大戰前只慶祝過兩次。戰後，波蘭人民共和國的共產政權將這個獨立紀念日自月曆上刪除，但波蘭人民依舊在私底下慶祝。約瑟夫·史達林底下的共產黨波蘭民族解放委員會發表宣言，正式以波蘭國家重生日取代這個節日，並改於每年的7月22日慶祝。1989年，波蘭脫離蘇維埃的共產勢力，恢復原本的11月11日獨立紀念日。